# Everybody Knows This Is Nowhere
Everybody Knows This Is Nowhere er et studiealbum udgivet af Neil Young i 1969.
Albummet er Neil Youngs andet album i eget navn og det første med backing-bandet Crazy Horse. 
Albummet solgte platin og nåede en plads som nr. 34 på den amerikanske albumhitliste Billboard 200.

## Spor
- "Cinnamon Girl" – 2:58
- "Everybody Knows This Is Nowhere" – 2:26
- "Round & Round (It Won't Be Long)" – 5:49
- "Down by the River" – 9:13
- "Losing End (When You're On)" – 4:03
- "Running Dry (Requiem for the Rockets)" – 5:30
- "Cowgirl in the Sand" – 10:30